# Лоймата Іупаті
Лоймата Ахела Іупаті (токелау: Loimata Iupati) — старший адміністратор і викладач із тихоокеанської території Токелау.
Іупаті є постійним директором освіти Токелау. Географічно це низка тихоокеанських атолів, які разом утворюють територію під управлінням Нової Зеландії.
У 1996 році Іупаті став частиною команди, призначеної для перекладу Біблії мовою Токелау.  Ця мова є полінезійською, схожою на самоанську та зрозумілою носіям мови Тувалу.
У 1990 році Лоймата Іупаті нагороджений пам'ятною медаллю Нової Зеландії 1990 року. 